# Dose létale médiane
La dose létale médiane (DL50), ou concentration létale médiane (CL50), est un indicateur quantitatif de la toxicité d'une substance. Cette notion s'applique également aux irradiations.
Cet indicateur mesure la dose de substance causant la mort de 50 % d'une population animale donnée (souvent des souris ou des rats) dans des conditions d'expérimentation précises. C'est la masse de substance nécessaire pour tuer 50 % des animaux dans un lot. Elle s'exprime en milligrammes de matière active par kilogramme d'animal.
Quant à elle, la DL100 est la dose létale engendrant la mort de 100 % des individus d'une population animale donnée.
Plus ce chiffre est petit, plus la substance est toxique. Cette dose n'est valable que pour une espèce précise (le plus souvent le rat) et un mode d'introduction précis dans l'organisme (ingestion, inhalation, application cutanée). Notons toutefois que la DL50 peut varier, parfois fortement, en fonction du solvant utilisé ainsi qu'en fonction du sexe de l'animal. Ces chiffres ne sont pas directement extrapolables à l'humain.
La DL50 est le plus souvent exprimée pour une ingestion orale chez le rat. La DL50 mesurée par application dermale chez le lapin donne une information complémentaire sur le danger d'une substance. La valeur par ingestion est le plus souvent plus faible que la valeur dermale.
Ces mesures ne donnent toutefois qu'une idée partielle de la toxicité d'une substance, à laquelle il faut rattacher l'existence ou non d'un antidote. Ainsi, le parathion éthyl, malgré une DL50 orale aiguë de 3,6 mg/kg, est relativement moins dangereux que le paraquat (DL50 de 236 mg/kg) car il existe un antidote efficace contre le premier mais aucun contre le second. Il est commun d'affirmer que les pesticides ayant une DL50 orale inférieure à 50 mg/kg constituent des substances chimiques extrêmement toxiques pour l'humain.

## Pourquoi 50%?

Diagramme de Weibull, sur lequel la fonction de répartition d'une loi log-normale est une droite.

Dans la mesure où une dose toxique ne peut pas être négative, l'effet d'une dose est mathématiquement décrit comme une fonction non pas de la dose elle-même, mais du logarithme de cette dose : en tout point il est alors possible d'explorer les effets d'une dose « deux fois plus forte » ou « trois fois plus faible », sans que l'intervalle d'étude soit écrasé ou dispersé par un facteur d'échelle. D'une manière générale, la résistance à la toxicité dépend a priori d'un grand nombre de facteurs aléatoires ou indépendants, qui concourent multiplicativement à un effet global. Dans ce cas, des variations dans la résistance d'un organisme se manifestent par des variations dans le pourcentage de dose admissible, les pourcentages de variation autour de la valeur moyenne se composant multiplicativement. Et le théorème central limite signifie alors que la superposition de ces petits effets aléatoires tend à être une loi de Gauss, ce qui se traduit par une loi log-normale dans ces coordonnées logarithmiques.
On peut donc s'attendre à rencontrer une telle loi log-normale gouvernant de très nombreux phénomènes biologiques. Dans ce cas, la courbe expérimentale de la fonction de répartition (le pourcentage de sujets présentant l'effet en fonction de la dose) tend à suivre une fonction de répartition régulière, qui apparaît comme une droite dans un diagramme de Weibull. Pour l'expérimentateur, le fait que ses points expérimentaux s'alignent dans un tel diagramme signifie que pour l'intervalle de dose étudié, la réponse des organismes est homogène ; et cette réponse peut être décrite de manière simple par la « droite expérimentale ».
Le fait que le résultat de l'expérience puisse être bien décrit par une droite est important. Sur le plan pratique, il signifie que l'expérimentateur peut prédire avec une approximation suffisante le résultat attendu pour une dose interpolée ou extrapolée par rapport à ses données d'expérience. D'autre part, à partir du moment où l'on suppose que la loi est réellement log-normale, la droite constituant la meilleure approximation permet dans une grande mesure de lisser les résultats expérimentaux. Mais sur le plan théorique, surtout, le fait d'avoir trouvé une droite signifie que la loi log-normale capture effectivement l'essence du phénomène, c'est-à-dire qu'un grand nombre de facteurs individuels aléatoires et indépendants font varier chacun d'un certain pourcentage la dose maximale admissible ; ce fonctionnement métabolique complexe étant de nature homogène dans l'intervalle où les points sont alignés. En dehors de cet intervalle, si le mécanisme prédominant n'est plus le même, l'alignement ne sera plus respecté : il y aura une rupture de pente, ou la distribution peut cesser complètement d'être log-normale. Dès que la droite n'est plus droite, le phénomène n'est plus le même — par exemple, une dose trop forte peut faire vomir le sujet et conduire à une mortalité moindre qu'une dose correctement ajustée.
Dans l'intervalle où la droite expérimentale est une approximation satisfaisante, il est possible de caractériser cette droite par deux paramètres : sa pente, et son point sur une origine conventionnelle. S'agissant de l'origine, c'est pour des raisons de représentativité statistique qu'on utilise la valeur 50 %, plutôt que 0 %, 5 %, 95 %, ou 100 %. En effet, la courbe de Gauss est « plate » vers 50 %, ce qui fait qu'un échantillon est plus représentatif lorsqu'un seuil est franchi à 50 %, parce que c'est autour de cette valeur que l'incertitude sur les pourcentages observés est la plus faible, donc que la valeur mesurée est la plus fiable.
Inversement, la pente de la courbe n'est généralement pas mentionnée. La pente correspond à la sensibilité aux variations par rapport à la DL50 : si je double cette dose, la mortalité sera-t-elle plutôt de 55 % (pente faible) ou plutôt de 95 % (pente forte)? Le problème est que cette pente est fortement déterminée par les points expérimentaux extrêmes, ceux correspondant à quelques pour cent de victimes pour les valeurs faibles, et quelques pour cent de survie pour les valeurs fortes. Mais ces points expérimentaux sont précisément ceux pour lesquels l'incertitude est la plus forte ; par conséquent l'incertitude sur la pente de la droite est beaucoup plus grande que celle sur la valeur médiane. La valeur obtenue n'est généralement pas très fiable.
En outre, cette valeur est généralement sans importance : connaissant la DL50, on ne cherche pas à savoir quelle est la variation d'effet en fonction de la dose, mais quelles sont les limites admissibles. Sauf cas très particulier, la pente de la courbe n'est ni très raide, ni très plate ; et qualitativement cela suffit pour savoir que dix fois la DL50 conduira à la mort de pratiquement tous les sujets d'expérience, alors qu'un pour cent de cette DL50 sera très probablement sans effets observables. C'est cet écart par rapport à la DL50 qui permet par exemple de calculer l'index thérapeutique.

## Historique
Le concept de dose létale 50 a été inventé par J.W. Trevan en 1927 et permet de classifier tous les produits par dangerosité à court et moyen termes.
L'OCDE a fait de la DL50 un test officiel (ligne directrice pour les essais 401) en 1981. En 1987, elle a réduit à vingt au lieu de trente le nombre minimal d'animaux que doit contenir l'échantillon testé. En 2001, elle a approuvé trois nouvelles méthodes, destinées à remplacer la DL50 et à occasionner une moindre souffrance animale.
Le 17 décembre 2002, la ligne directrice 401 a finalement été abrogée par l'OCDE.

## Interprétation
La DL50 s'exprime en unité de masse de substance par masse corporelle, c’est-à-dire en mg/kg.
Exemple : une quantité de 3 200 mg d'un produit toxique ayant une DL50 de 40 mg/kg provoquerait théoriquement la mort de la moitié des humains pesant 80 kg.
La DL50 permet de mesurer la toxicité d'une substance et d'établir des classes de toxicité.
| Dose orale probablement mortelle (humain) | Classe de toxicité  |
| ----------------------------------------- | ------------------- |
| Moins de 5 mg/kg                          | Super toxique       |
| De 5 à 50 mg/kg                           | Extrêmement toxique |
| De 50 à 500 mg/kg                         | Très toxique        |
| De 500 à 5 000 mg/kg                      | Modérément toxique  |
| De 5 000 à 15 000 mg/kg                   | Légèrement toxique  |
| Plus de 15 000 mg/kg                      | Très peu toxique    |

| DL50 orale (rat)        | Indice de toxicité          |
| ----------------------- | --------------------------- |
| Jusqu'à 1 mg/kg         | 1 = extrêmement toxique     |
| De 1 à 50 mg/kg         | 2 = hautement toxique       |
| De 50 à 500 mg/kg       | 3 = modérément toxique      |
| De 500 à 5 000 mg/kg    | 4 = légèrement toxique      |
| De 5 000 à 15 000 mg/kg | 5 = presque pas toxique     |
| Plus de 15 000 mg/kg    | 6 = relativement inoffensif |

En général, plus la DL50 est petite, plus la substance est toxique. Le contraire est également vrai : plus la DL50 est élevée, plus la toxicité est faible.
Voici, à titre indicatif, la DL50 de produits communs (testée sur le rat par voie orale) :
- eau : la DL50 de l'eau pour un rat est de 90 000 mg/kg[4] ;
- vitamine C : 11 900 mg/kg ;
- bisphénol A : 3 250 mg/kg[5] ;
- sel de table : 3 000 mg/kg ;
- tétrahydrocannabinol (THC) : de 700 à 1 400 mg/kg[6],[7] ;
- caféine : 192 mg/kg ;
- nicotine : 50 mg/kg ;
- digitaline : de 5 à 10 mg/kg ;
- strychnine : 1 mg/kg ;
- cyanure : de 0,5 à 3,0 mg/kg ;
- dioxine : 0,02 mg/kg (0,001 mg/kg pour le chien) ;
- toxine botulique : 1 ng/kg.

## Échelle des poisons

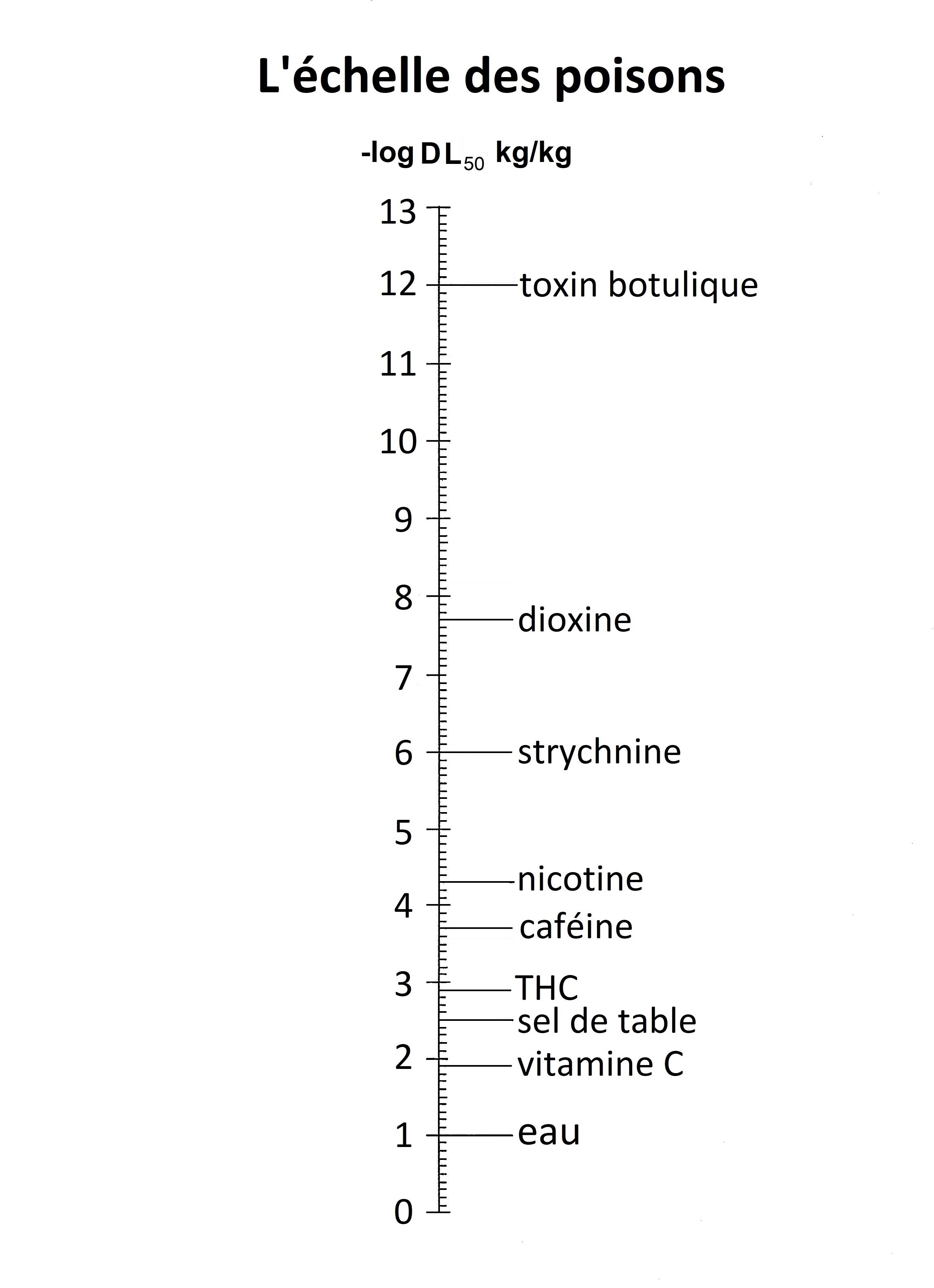
Les doses létales DL_{50} dans une échelle logarithmique.

La fourchette de valeurs DL50 est très grande. La toxine botulique, en tant que substance la plus toxique connue, a une valeur DL50 de 1 ng/kg, tandis que la substance la moins toxique, l'eau, a une valeur DL50 de plus de 90 g/kg. C'est une différence d'environ un sur cent milliards, soit onze ordres de grandeur. Comme pour toutes les valeurs mesurées qui diffèrent de plusieurs ordres de grandeur, une représentation logarithmique est conseillée. Des exemples bien connus sont l'indication de la force du tremblement de terre à l'aide de l'échelle de Richter, la valeur du pH comme mesure du caractère acide ou basique d'une solution aqueuse ou de l'intensité sonore en décibels. Dans ce cas, on considère le logarithme décimal négatif des valeurs de DL50, qui est normalisé en kg/kg de poids corporel :
{\displaystyle -\log \mathrm {DL} _{50}} (kg/kg) = valeur.
La valeur sans dimension trouvée peut être entrée dans une échelle de toxines. L'eau, en tant que substance la plus importante, a la valeur de 1 dans l'échelle des toxines ainsi obtenue.

## DL50et radio-exposition
L'exposition à un flux de rayonnements ionisants à dose importante provoque un effet toxique. Une dose de 4 Gray sur un adulte correspond à la DL50.

## Méthode
On administre généralement la substance toxique à des animaux répartis en plusieurs groupes, et ce, à des doses croissantes suffisantes pour obtenir un pourcentage de mortalité s'échelonnant entre 0 et 100 %.
L'effet d'une substance est globalement inversement proportionnel à la masse de l'animal à qui elle est administrée, c'est pourquoi la dose létale 50 est mesurée en mg/kg.
En général, si la toxicité immédiate est semblable chez tous les types d'animaux, elle sera probablement semblable chez les humains. Lorsque les DL50 sont différentes chez diverses espèces animales, on doit faire des approximations et des hypothèses lors de l'estimation de la dose mortelle probable chez les humains.

## Utilisation

### Identification de la toxicité
Elle sert à mesurer toute la toxicité d'une substance, mesures qui s'effectuent via des études qualitatives (non mesurables) et quantitatives (mesurables dont la DL50).
La DL50 sert souvent de départ aux études de toxicité car elle fournit un minimum de connaissances en identifiant les symptômes de l'intoxication et la dose toxique.
Il faut malgré tout la considérer avec prudence car c'est souvent une étude préliminaire (première analyse) qui peut être influencée par plusieurs facteurs, tels l'espèce animale, le sexe, l'âge, le moment de la journée, etc. Il est possible de mesurer un certain nombre de paramètres biologiques (tension artérielle, glycémie, indices de stress, etc.) chez chacun des sujets testés pour comparer après coup (post hoc) le groupe des sujets sensibles et le groupe des sujets résistants; on a ainsi une idée des facteurs de résistance à la toxicité du produit considéré.
La DL50 a cependant une valeur limitée, car elle ne concerne que la mortalité, d'où l'apparition de valeurs comme l'IC50.
Il existe d'autres méthodes d'étude de la toxicité, par exemple les tests d'irritation de la peau et de corrosion des yeux, qui font généralement partie d'un programme d'évaluation toxicologique.

### Identification du pouvoir pathogène
La DL50 est une des deux données servant à mesurer le pouvoir pathogène d'un germe. La seconde donnée étant la Dose Minimale Infectante (DMI).

## Notions voisines
S'il s'agit d'une substance inhalée, on parle de concentration létale 50 (CL50 ou CLt50) pour exprimer la concentration du toxique dans l'air inspiré et causant la mort de 50 % des animaux. La CL50 est exprimée en mg min m−3.
Sur le même modèle, on parle aussi de l'IC50 (ou (ICt50), qui mesure la dose dite semi-incapacitante, à laquelle 50 % de la population exposée est paralysée ou assommée.
On parle aussi parfois de :
- DL01 : dose de substance causant la mort de 1 % de la population des animaux d'essai ;
- DL100 : dose de substance causant la mort de 100 % de la population des animaux d'essai ;
- DLmin. : dose de substance la plus faible causant la létalité ;
- DTmin. : dose de substance la plus faible causant un effet toxique.